# Salomón Libman
Salomón Alexis Libman Pastor (Lima, 25 febbraio 1984) è un ex calciatore peruviano, di ruolo portiere.

## Palmarès

### Individuale
Miglior portiere della liga peruviana 2010.